# Markham, Ontario
Markham är en ort i Kanada. Den är belägen i provinsen Ontario, i den sydöstra delen av landet, 300 km sydväst om huvudstaden Ottawa. Markham ligger 168 meter över havet och antalet invånare är 261 573.
Terrängen runt Markham är platt. Runt Markham är det mycket tätbefolkat, med 1 632 invånare per kvadratkilometer.. Närmaste större samhälle är North York, 16,4 km sydväst om Markham.
Runt Markham är det i huvudsak tätbebyggt.  Trakten ingår i den hemiboreala klimatzonen. Årsmedeltemperaturen i trakten är 8 °C. Den varmaste månaden är juli, då medeltemperaturen är 23 °C, och den kallaste är januari, med −10 °C. Genomsnittlig årsnederbörd är 1 038 millimeter. Den regnigaste månaden är juli, med i genomsnitt 126 mm nederbörd, och den torraste är mars, med 36 mm nederbörd.